# Forum Piscarium
Het Forum Piscarium was de vismarkt in het oude Rome.
Het forum lag ten noorden van het Forum Romanum, tussen de Via Sacra en de Argiletum. De markt werd in 210 v.Chr. door brand verwoest, maar werd het jaar daarop weer herbouwd. In 179 v.Chr. werd het forum toegevoegd aan het Macellum, de grote markt die door Marcus Fulvius Nobilior ten noorden van zijn Basilica Aemilia werd gebouwd.

## Voetnoot
1. ↑  Livius, Ab Urbe Condita 26.27-2
2. ↑  Livius, Ab Urbe Condita 40.51-5

## Referentie
- S.B. Platner, A topographical dictionary of ancient Rome, Londen 1929. Art. Fora, Collecting all the individual forum entries on pp. 219‑245.